# Sandro Ricci
Sandro Meira Ricci (ur. 19 listopada 1974 w Poços de Caldas) – brazylijski sędzia piłkarski oraz międzynarodowy sędzia piłkarski FIFA od roku 2011.
W swojej karierze sędziował mecze Kwalifikacyjne strefy CONMEBOL do Mistrzostw Świata w Piłce Nożnej 2014 oraz został wyznaczony do sędziowania meczów Mistrzostw Świata w Piłce Nożnej 2014.

## Sędziowane mecze Mistrzostw Świata 2014
| Mecz               | Data       | Miejsce                         | Runda        | Wynik           | Żółta kartka | Czerwona kartka |
| ------------------ | ---------- | ------------------------------- | ------------ | --------------- | ------------ | --------------- |
| Francja – Honduras | 15.06.2014 | Estádio Beira-Rio, Porto Alegre | Faza grupowa | 3:0             | 7            | 1               |
| Niemcy – Ghana     | 21.06.2014 | Castelão, Fortaleza             | Faza grupowa | 2:2             | 1            | 0               |
| Niemcy – Algieria  | 30.06.2014 | Estádio Beira-Rio, Porto Alegre | 1/8 Finału   | 2:1 po dogrywce | 2            | 0               |

## Sędziowane mecze Mistrzostw Świata 2018
| Mecz                | Data       | Miejsce                        | Runda        | Wynik      | Żółta kartka | Czerwona kartka |
| ------------------- | ---------- | ------------------------------ | ------------ | ---------- | ------------ | --------------- |
| Chorwacja – Nigeria | 16.06.2018 | Stadion Kaliningrad, Królewiec | Faza grupowa | 2:0        | 2            | 0               |
| Dania – Francja     | 26.06.2018 | Stadion Łużniki, Moskwa        | Faza grupowa | 0:0        | 1            | 0               |
| Rosja – Chorwacja   | 7.07.2018  | Stadion Olimpijski, Soczi      | Ćwierćfinał  | 2:2 k. 3:4 | 5            | 0               |